# Gianluca Maglia
Gianluca Maglia (ur. 12 grudnia 1988 w Katanii) – włoski pływak, specjalizujący się głównie w stylu dowolnym.
Srebrny medalista mistrzostw Europy w sztafecie 4 x 200 m stylem dowolnym.
Uczestnik igrzysk olimpijskich w Londynie (2012) w sztafecie 4 x 200 m stylem dowolnym (11. miejsce).